# 168 TCN
Năm 168 TCN là một năm trong lịch Julius. 